# 1716 Peter
1716 Peter је астероид главног астероидног појаса. Приближан пречник астероида је 27,12 km,
а средња удаљеност астероида од Сунца износи 2,733 астрономских јединица (АЈ).
Инклинација (нагиб) орбите у односу на раван еклиптике је 5,737 степени, а орбитални период износи 1650,578 дана (4,519 године). Ексцентрицитет орбите астероида износи 0,091.
Апсолутна магнитуда астероида износи 11,40 а геометријски албедо 0,066.
Астероид је откривен 4. априла 1934. године.